# Slutzky
Naum Slutzky, född 1894 i Kiev, död 1965, var en ukrainsk formgivare. Slutzkys familj flyttade från Lillryssland (nu en del av Ukraina) till Wien 1905. 1912 började Slutzky studera för och arbeta med Josef Hoffmann vid Wiener Werkstätte i Wien. Från 1919 arbetade han som lärare ("Hilfsmeister der Metallabteilung") vid den samma år startade Bauhausskolan i Weimar. Han arbetade senare framför allt som guldsmed och som belysningsformgivare, men är också känd för att ha formgivit ett par tekannor i geometrisk stil. En av dessa (en sfärisk) finns bland annat på Victoria and Albert Museum i London, och en annan, som är unik (cylindrisk, i stål) på Nationalmuseum i Stockholm. 
Slutzky var verksam i Hamburg från 1924 till 1933, då han flydde till Storbritannien. Där arbetade han som lärare i formgivning vid Central College of Arts and Crafts och Royal College of Art, London, och vid College of Arts and Crafts i Birmingham.